# Àlex Simon i Casanovas
Àlex Simon i Casanovas   (Barcelona, 8 de novembre de 1960) és un guia de muntanya i professor d'escalada català. El Casanovas Peak, a l'illa Livingston, a les Illes Shetland del Sud, té aquest nom en honor seu.
Va ser el cap de l'equip de guies de muntanya a la Base Antàrtica Joan Carles I entre 2001 i 2006. Organitza esdeveniments esportius i travesses polars. Va fer la feina logística i de guia del vaixell Professor Multanovskiy durant l'estiu antàrtic 2009–2010, i també a l'Antàrtida al vaixell Ocean Nova el 2010–2011. Entre els anys 2012 i 2022 organitzà l'Arctic Circle Winter Races (abans Rovaniemi150) i des de 2013 el Lapland Extreme Challenge, així com altres esdeveniments.

## Publicacions
- Àlex S.Casanovas. [The Snowmobile Bible: Progressive safety over dangerous terrain]. Lulu Inc., 2008. 112 pp. ISBN 9781409223634